# جب العثمان
جب العثمان (به عربی: جب العثمان) یک روستا در سوریه است که در ناحیه حمرا واقع شده‌است. جب العثمان ۲٬۰۳۳ نفر جمعیت دارد.